# Василиск Сибирски
Василиск Сибирски (Турински, рођ. Василиј Гаврилович Гаврилов; око 1740, село Иванишчи код Каљазина - 29. децембар 1824 (10. јануар 1825), Турински манастир Светог Николе) - пустињак Сибира, светитељ Руске православне цркве, канонизован 2004. године.
Спомен на њега се празнује  29. децембра и 10. јуна (по јулијанском календару) (Сабор сибирских светитеља)

## Биографија
Рођен у породици економских сељака у Тверској губернији. Рано је остао без мајке, отац је Василију и три старија брата довео маћеху у кућу. Породица је живела слабо и као дете Василија су послали да проси. Младог Василија одушевиле су проповеди тверског епископа Гаврила (Петрова), које је слушао у манастиру Троицко Макаријевом манастиру. Василиск, који је био склон аскези, иако се оженио, под изговором зараде, радио је у разним манастирима, а око 1777. напустио је породицу и дошао у Островску испосницу код ученика Пајсија Величковског, јеромонаха Клеопе, који га је благословио да живи у скиту.
Василије је најпре живео са својим старијим братом Козмом, који је такође имао склоност ка аскетизму, а затим је са двојицом пустињака Павлом и Јованом отишао у Чувашке шуме. После њихове смрти, дошао је код старешине Плошчанског манастира јеромонаха Адријана (Блинског), који је живео као пустињак у Брјанским шумама. Адријан је замонашио Василија и дао му име Василиск. Око Адријана је постојала мала заједница пустињака, где је Василиск срео свог ученика и монаха Зосиму (Верховског). Године 1788. Адријан се преселио у манастир Коневец, а за њим Василиск и Зосима, који су се населили три миље од манастира.
Године 1799. ментор Василиска и Зосиме, старац Адријан, одлучио је да прими монашки постриг у Велику схиму и због тога је из Коневецког манастира отишао у московски Симоновски манастир. Опростивши се од својих ученика, благослови Василиска и Зосиму да живе у пустињи у Сибиру, али их је више привлачио Атос. Три пута су покушавали да оду на Свету Гору, али сваки пут нису успевали у овом подухвату. Пријатељи су отишли у Кијев, где су, уз дозволу митрополита, живели два месеца у Кијевопечерској лаври, а затим отишли на Крим и касније у Моздок. Након тога одлазе у Таганрог, одакле су се преселили у Астрахан, где су одлучили да испуне благослове старца Адријана и, купивши коња, отишли су у Сибир.
У јесен 1800. стигли су до Тоболска, где је архиепископ Варлаам (Петров) дао Василиску и Зосими дозволу да се населе на територији његове епархије. Око годину дана лутали су по сибирским областима, бирајући место за будућу пустињу, а 1802. године су се населили у шумама Кузњецког округа. У тајги, четрдесет миља од најближег села, ископали су земуницу, договоривши се са једним од сељака да им донесе храну. У пролеће су одлучили да напусте тајгу, али су се изгубили и провели око две недеље у шуми.
Напустивши тајгу, одлучили су да остану у округу Кузњецк и изабрали су себи место у близини реке Средњаја Терсја, педесет миља од Кузњецка. Локални сељаци су за њих саградили две ћелије, монаси су засадили повртњак и радили ручне радове. Једном годишње их је посећивао свештеник са Светим Даровима. Око пустињака формирала се мала заједница подвижника, међу којима је био и ученик Светог Василиска, праведни Петар Томски.
Василиск је 1818. године, на захтев кузњецке племкиње Анисије Котохове, постао исповедник монашке заједнице коју је формирала у једном од села на реци Том. Видевши непријатност постојања монашке заједнице у свету, Василиск је 1821. године послао Зосима тоболском архиепископу Амврозију (Келембету) са молбом за дозволу да отвори женски манастир у Туринску на месту укинутог манастира 1764. Добио је дозволу, а 1822. године отворен је Турински манастир Светог Николе, где је Василиск вршио послушање старца до његове смрти.
Василиск се упокојио 29. децембра 1824. године, а 4. јануара 1825. сахрањен је у олтару Вазнесенске цркве манастира који је основао. Над гробом је 1913. године подигнута капела. После револуције 1917. године манастир је затворен, а његове зграде уништене. Мошти Василиска су пронађене 2000. године и налазе се у Спаској цркви Ново-Тихвинског манастира у Јекатеринбургу.
11. јануара 2004. канонизован је за једног од помесно поштованих светитеља Јекатеринбуршке епархије, а 4. октобра исте године Архијерејски Сабор Руске Православне Цркве одобрио је свецрквено прослављање св. преподобни старци Зосима и Василиск.